# China Disco
China Disco – pierwsza solowa płyta Johna Portera, walijskiego muzyka mieszkającego i tworzącego w Polsce od 1976. Album ukazał się w 1982. Wszystkie utwory zostały skomponowane przez Johna Portera, który
jest również autorem słów piosenek.
Nagrania realizowało System Studio Poland od 3 do 10 maja 1982 w Studiu Tonpressu w Warszawie dla firmy PolJazz Warszawa. Na płycie i okładce widnieje również logo Musicoramy. Winylowy LP wytłoczony został przez wytwórnię Pronit z numerem katalogowym M 0002. W 2008 ukazała się reedycja albumu na płycie CD, wydanej przez Metal Mind Productions (MMP CD 0505 DG).

## Muzycy
- John Porter – gitara, śpiew
- Winicjusz Chróst – gitara
- Sławomir Kulpowicz – instrumenty klawiszowe
- Andrzej Mrowiec – perkusja
- Krzysztof Ścierański – elektryczna gitara basowa
- José Torres – instrumenty perkusyjne

## Lista utworów
Strona A
| 1. | "So What"                    | 5:20  |
|    |                              |       |
| 2. | "Dogs"                       | 4:13  |
|    |                              |       |
| 3. | "Selling Water by the River" | 4:34  |
|    |                              |       |
| 4. | "Blue"                       | 4:12  |
|    |                              |       |
|    |                              | 18:19 |
|    |                              |       |
Strona B
| 5. | "Certain People" | 3:45  |
|    |                  |       |
| 6. | "Cigarettes"     | 5:26  |
|    |                  |       |
| 7. | "Sun'"           | 3:56  |
|    |                  |       |
| 8. | "China Disco"    | 5:16  |
|    |                  |       |
|    |                  | 18:23 |
|    |                  |       |

## Informacje uzupełniające
- Producent – Tomasz Tłuczkiewicz
- Inżynierowie dźwięku, nagrania – Józef B. Nowakowski, Witold Palacz, Stefan Perskiewicz
- Projekt graficzny okładki – Z. Szymański